# La Carrera
La Carrera – gmina w Hiszpanii, w prowincji Ávila, w Kastylii i León, o powierzchni 14,16 km². W 2011 roku gmina liczyła 210 mieszkańców.